# Ems
Die Ems ⓘ (lateinisch Amisia, westfälisch iems, nordniedersächsisch und niederländisch Eems,  saterfriesisch Oamse) ist ein 371 km langer Strom zur Nordsee im Nordwesten von Deutschland. Sie ist nach der Weser der zweitlängste Fluss, der in Deutschland entspringt und ins Meer mündet und der längste Fluss in Deutschland, der von der Quelle bis zur  Mündung denselben Namen trägt.
Die Ems entspringt in der Senne bei Schloß Holte-Stukenbrock im Landesteil Westfalen, fließt durch den Kreis und die Stadt Gütersloh und durch die Westfälische Bucht in nordwestlicher Richtung in etwa parallel zum Teutoburger Wald und ab der Landesgrenze zu Niedersachsen, zwischen Rheine und Salzbergen, dann in Nordrichtung bis zur Nordsee. Ab dem Dollart bildet die Ems die teilweise umstrittene Grenze zur niederländischen Provinz Groningen. Sie mündet etwa 27 Kilometer nordwestlich von Emden zwischen Pilsum und Eemshaven in die Nordsee.

## Name
Der Fluss taucht in antiken Quellen unter mehreren Namensvarianten auf (Amasiā, Amissis, Amisis, Amisia, Amisiou). Der Name könnte sich von germanisch *ama für 'energisch vorgehen, anpacken' ableiten mit Bezug auf die Wasserkraft.

## Flussdaten und Einzugsgebiet
Die Ems ist 371 km lang; davon sind 206 km schiffbar. Ihre mittlere Durchflussmenge liegt in ihrem Mittellauf bei 80 m³/s (Pegel Versen) und an ihrer Mündung bei 125 m³/s.
Das Einzugsgebiet der Ems ist 13.160 km² groß. Es liegt als schmales, sich südnördlich erstreckendes annäherndes Rechteck zwischen dem Flusssystem des Rheins im Westen und dem der Weser im Osten. Die Ems verläuft auf mehr als der Hälfte ihres Verlaufs nahe dem Westrand, so dass das Flusssystem asymmetrisch ist. Von rechts (Osten) münden die größten Nebenflüsse, Hase und Leda, ein. Sie steuern zusammen über 45 m³/s zur Wasserführung der Ems bei. Der größte linke Nebenfluss ist die Werse mit rund 6 m³/s.
Die nach Westen gerichteten Unterläufe von Hase und Leda verlaufen in Schmelzwasserrinnen vor einstigen Eisrandlagen der Saalekaltzeit (Urstromtäler). In der südlichsten einstigen Schmelzwasserrinne, zwischen Teutoburger Wald und Wiehengebirge, liegt die bekannte, wenn auch künstliche Bifurkation der oberen Hase (in die nach links fließende untere Hase und die nach Osten fließende Else). Auch der westliche Rand des Einzugsgebietes ist wesentlich durch eiszeitliche Formung bedingt: Der Münsterländer Kiessandzug trennt das Gebiet der Ems von dem der Stever (Lippe) und der Vechte im Westen.
Die Schichtrippe des Teutoburger Waldes ist die prägnanteste Erhebung des ansonsten weitgehend von Niederungen und eher gering reliefierten Erhebungen bestimmten Emsgebietes. Hier liegt mit dem Bielstein (393,6 m) die höchste Erhebung des Emsgebietes.

## Verlauf
Die Ems ist in drei Abschnitte eingeteilt (siehe Emsland):
- Obere Ems (zwischen der Quelle und dem Emswehr Hanekenfähr bei Lingen)
- Mittlere Ems (zwischen Lingen-Hanekenfähr und Papenburg)
- Unterems (zwischen der Seeschleuse Papenburg und der Mündung in die Nordsee)

### Obere Ems

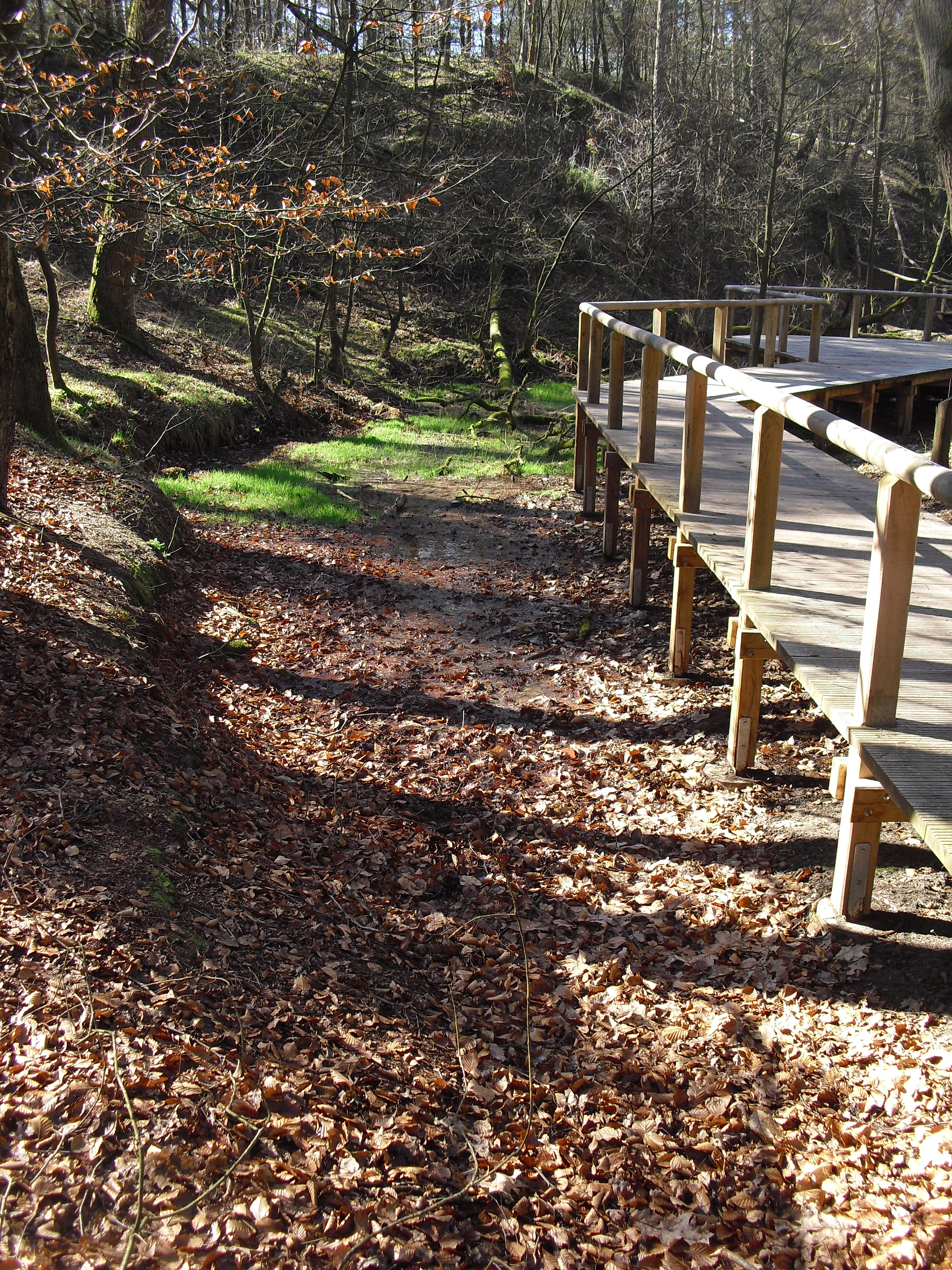
Die Quelle der Ems

#### Quelle
Die Ems beginnt als einer jener zahlreichen Bäche der Senne, die nicht in einem Tal des Teutoburger Wald entspringen, sondern unterhalb dessen Fußes im nur noch leicht abschüssigen Vorland.
Die Quelle liegt auf etwa 130 m ü. NHN an der Grenze der Stadt Schloß Holte-Stukenbrock, Ortsteil Stukenbrock-Senne, und der Gemeinde Hövelhof.
Sie schüttet und ist eine Sickerquelle, d. h. der Quellbach entsteht aus einer Vielzahl von Wasseraustritten.

#### Münstersche Tieflandsbucht
Bis Telgte fließt die Ems mit wenig Flussschleifen überwiegend westwärts. Von da an mäandriert sie zunehmend und ab Greven ist ihre Hauptrichtung nordwärts. Sie entwässert den Osten (ohne den weiter südlich liegenden östlichsten Teil) der Münsterschen Tieflandsbucht, indem sie zahlreiche Bäche aus dem Teutoburger Wald und dessen Vorland aufnimmt, aber auch den Axtbach, die Werse aus den Beckumer Bergen, die ein langes Stück parallel zu ihr verläuft, und die Münstersche Aa.
Die ersten Städte, die die Ems durchfließt, waren im Mittelalter Zentren kleiner selbständiger Territorien: Rietberg war Sitz der Grafschaft Rietberg. In Rheda, der flussabwärts gelegenen Teilstadt von Rheda-Wiedenbrück, residierten die Landesherren der Herrschaft Rheda. Der Name Rheda (von Reede) verweist darauf, dass die Stadt im Mittelalter der oberste Anlegeplatz der Emsschifffahrt war.
Bei Vadrup bildet die Ems einige Kilometer lang die Stadtgrenze von Münster, jedoch weit von deren städtischem Siedlungsgebiet entfernt. Bei Gittrup (zu Münster) wird sie vom Dortmund-Ems-Kanal gekreuzt. Die „Alte Fahrt“ dieser Kanalüberführung Münster-Gelmer (kurz „KÜ“), ist ein bedeutendes Industriedenkmal des ausgehenden 19. Jahrhunderts. Der Kanal verläuft zunächst in einem Abstand von bis zu 10 km, wurde aber ab Rheine zwischen 3 km Abstand und ganz nahe parallel östlich des Flusses angelegt.

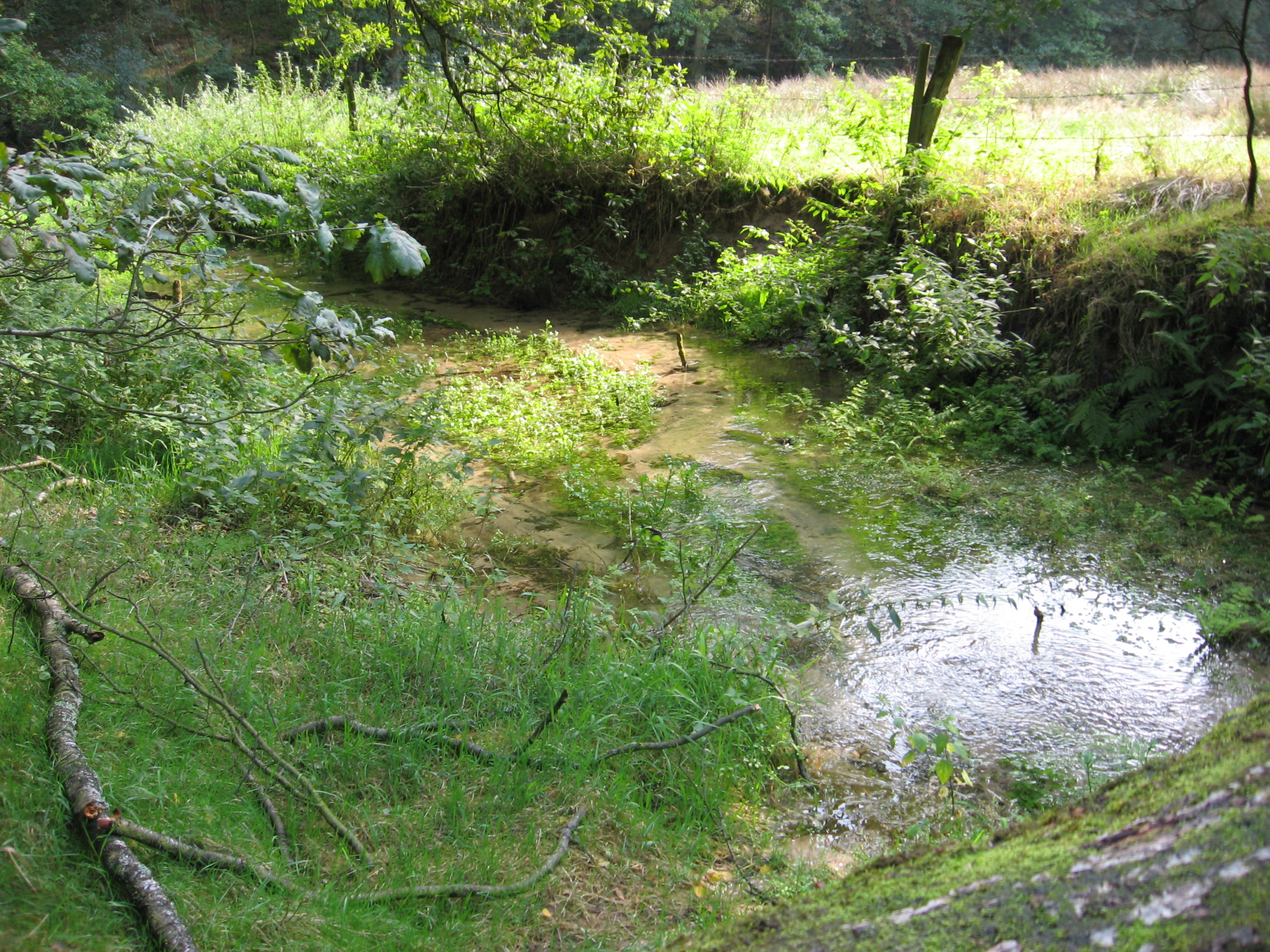
Die Ems wenige hundert Meter von ihrer Quelle entfernt
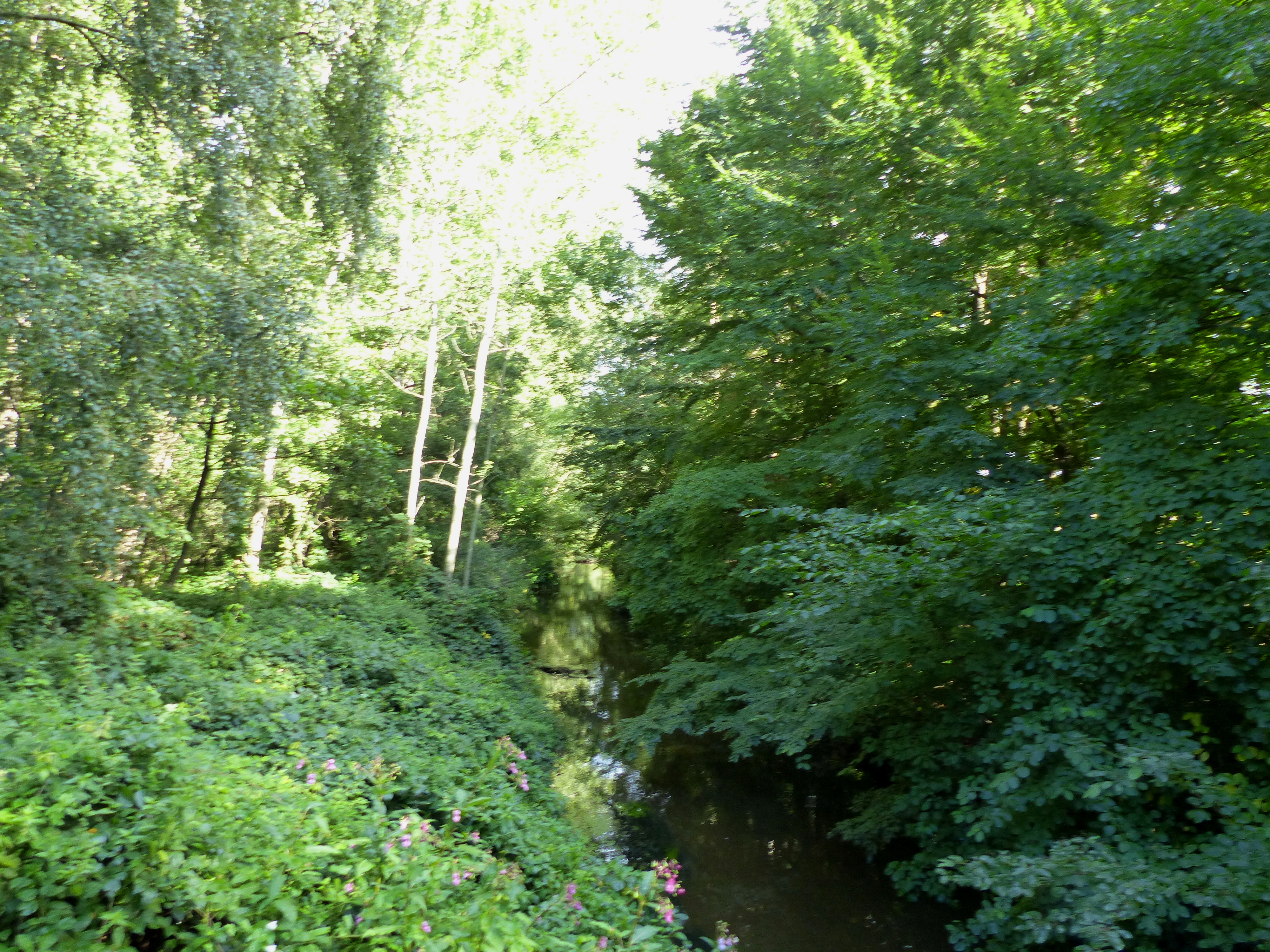
Die Ems nach knapp 6 km bei Espeln
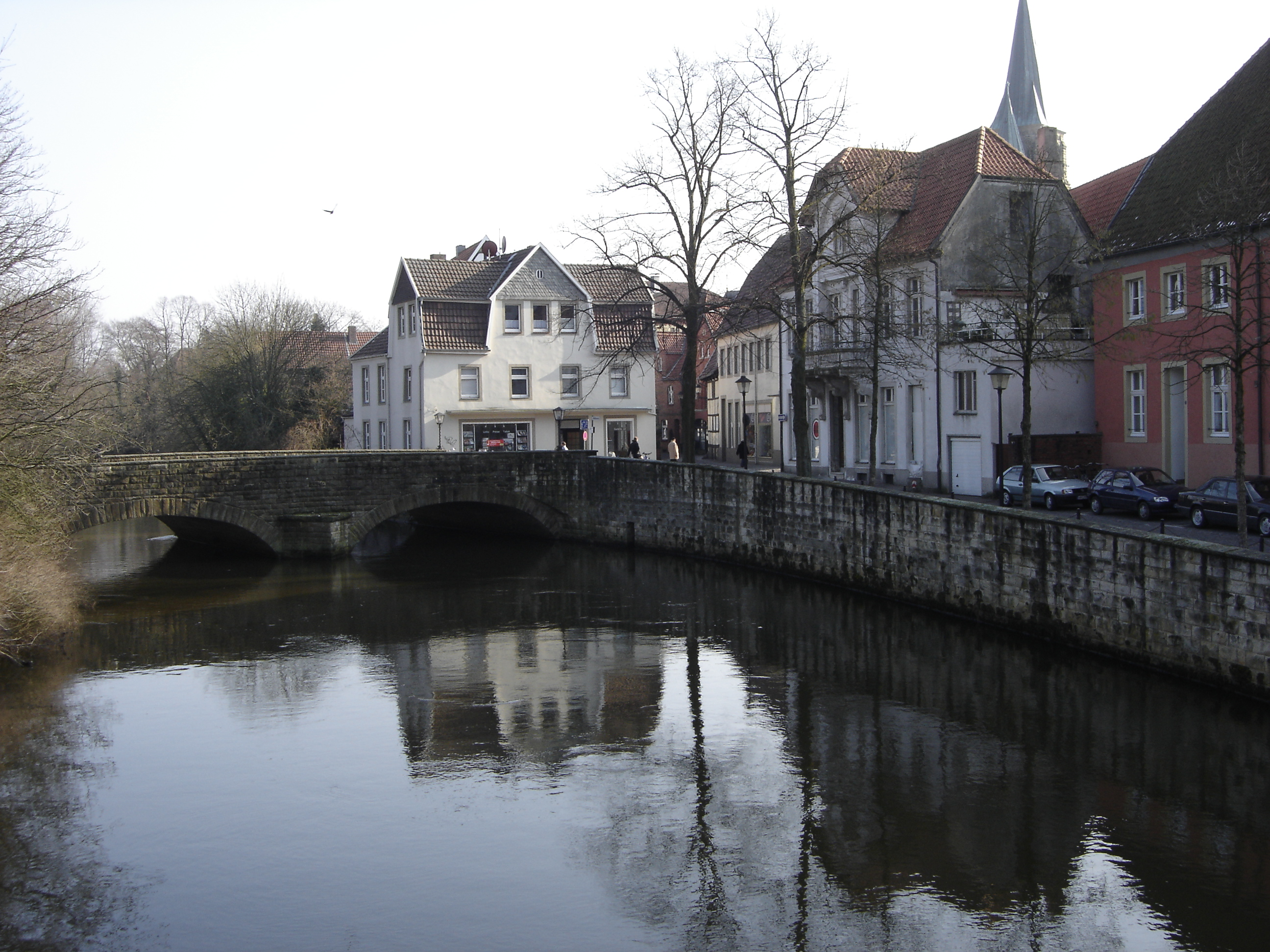
Alte Emsbrücke in Warendorf

#### Norddeutsches Tiefland

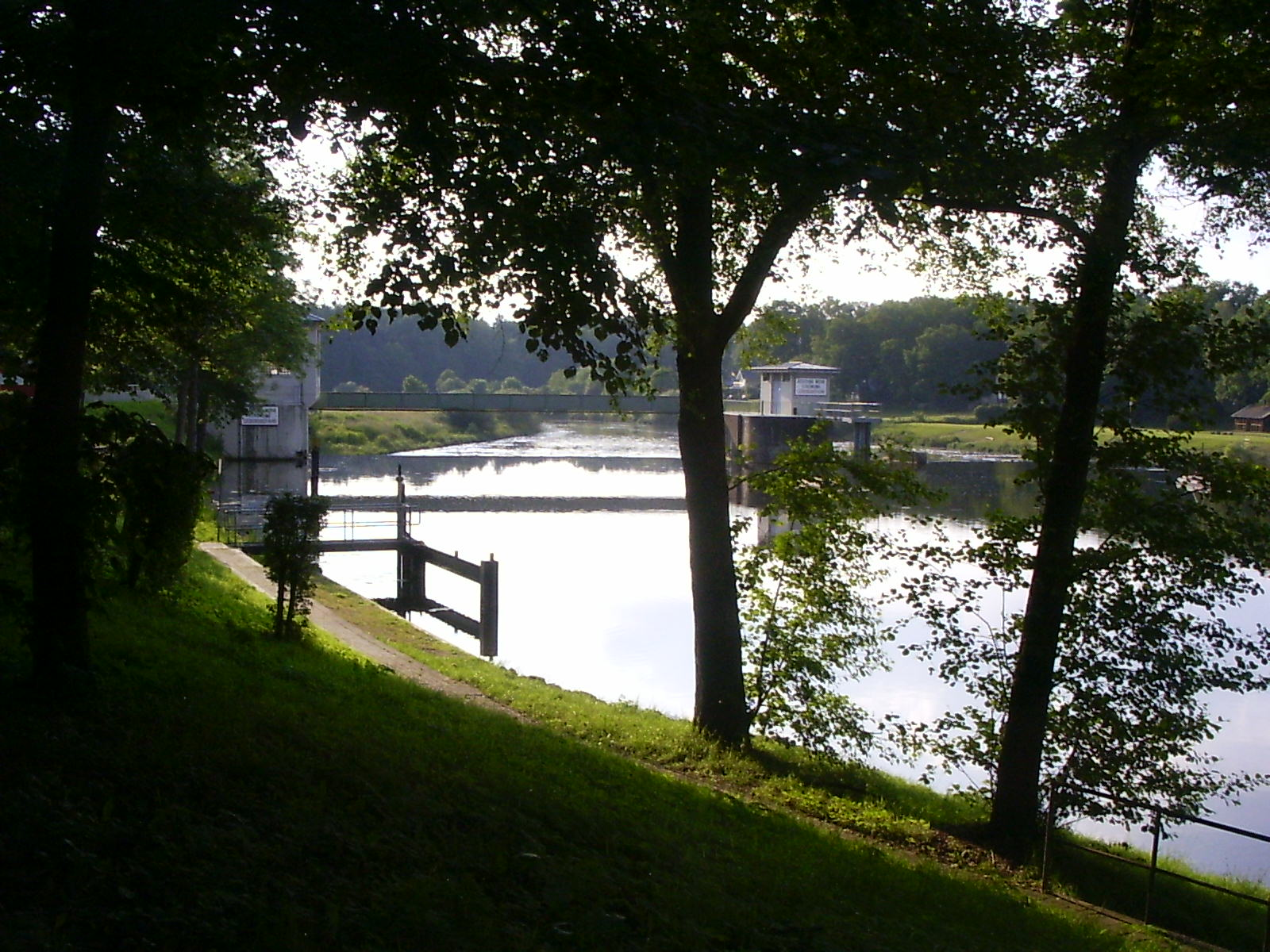
Emswehr Hanekenfähr von Süden

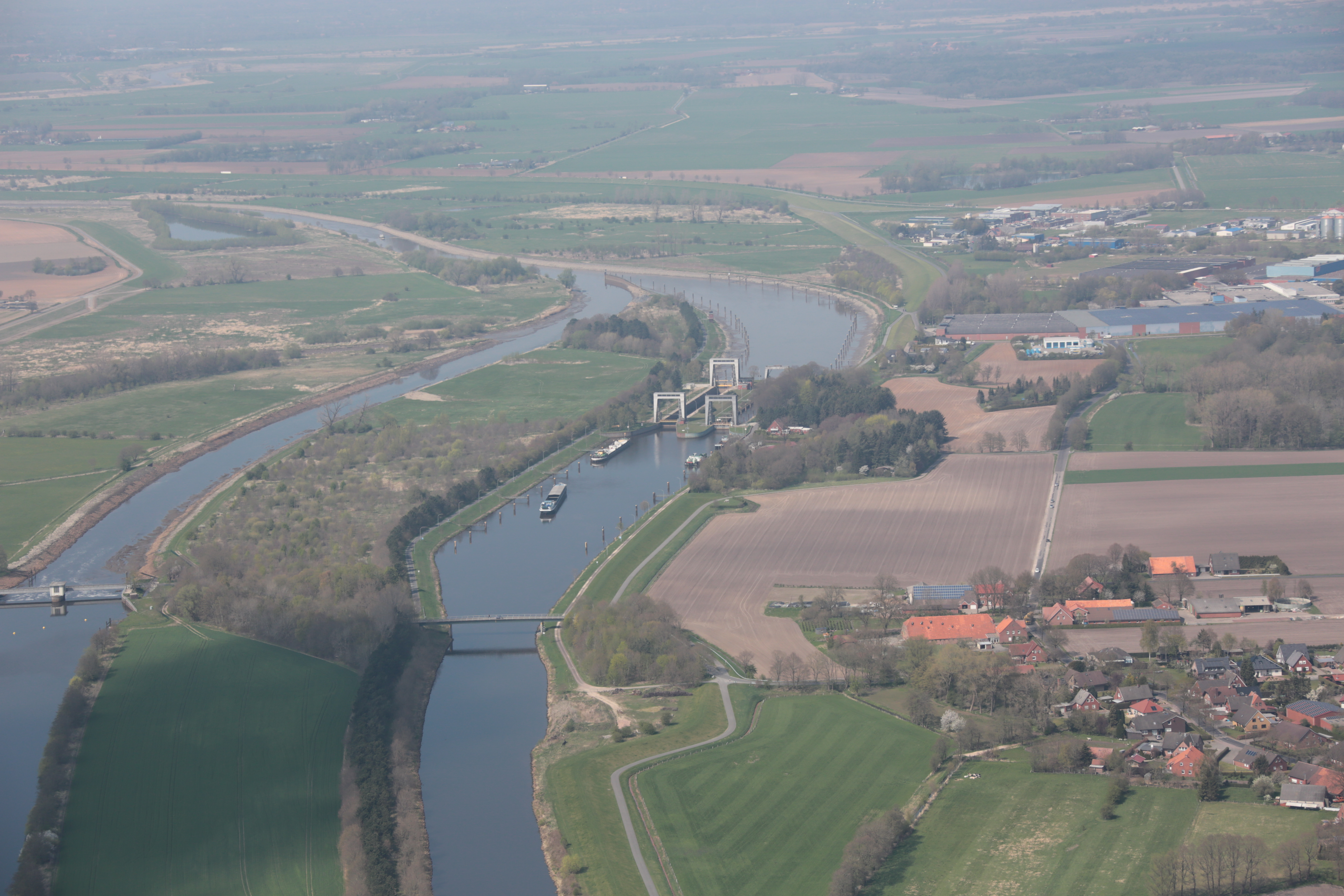
Ems (links) und Dortmund-Ems-Kanal (Mitte) bei Aschendorf im Süden von Papenburg

Nach Rheine passiert die Ems die Landesgrenze zwischen Nordrhein-Westfalen, Landesteil Westfalen, und Niedersachsen. Danach hat sie vor ihrem Ästuar kaum noch westliche Zuflüsse, da die hier nahe parallel verlaufende Vechte das Gebiet zur IJssel, also zum Rheindelta hin entwässert. Das Wasser aus Osten, von Nordseite des westlichen Osning und von der Ankumer Höhe sammelt die Große Aa, die bei Hanekenfähr in die Ems mündet. In Salzbergen wird die Ems von einer über 100 Meter langen Brücke der Bundesautobahn 30 gequert.

### Mittlere Ems
Zwischen Hanekenfähr und Lingen stößt von Osten der Moränenrücken der Lingener Höhe an den Fluss.
Nördlich davon erstreckt sich die Niederung der Hase, die in Meppen mündet. Danach reichen Ausläufer des sandigen Hümmling bis nahe an die Ems. Nördlich davon liegt das Wilde Moor mit dem Naturschutzgebiet Aschendorfer Obermoor/Wildes Moor als Teil des großen zusammenhängenden Gebietes der Emslandmoore. Westlich fast des gesamten Mittellaufs erstreckt sich das Bourtanger Moor. Etwas unterhalb von Meppen passiert die Ems im Stadtgebiet von Haren den rechtsseitig liegenden Eurohafen Emsland.

### Ems-Ästuar

#### Inneres Ästuar

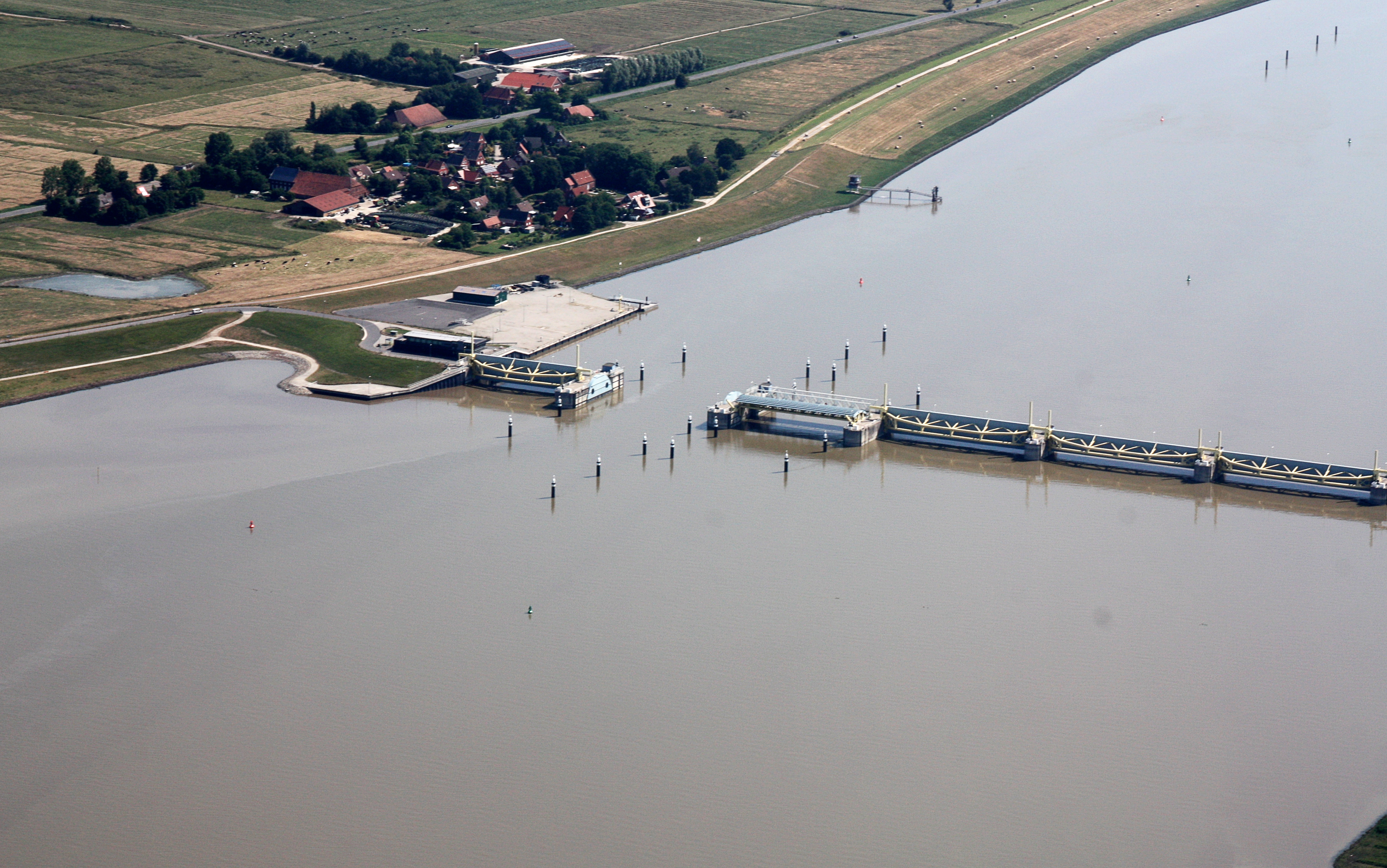
Emssperrwerk bei Gandersum

Das Wehr in Herbrum bildet seit 1899 die obere Grenze des über 100 km langen Tidenbereichs der Ems, auch Tidenems genannt.
Der mittlere Tidenhub beträgt drei Meter, bei Niedrigwasser kann es zu einer Gezeitenwelle kommen.
Bis zur Mündung der Leda ist dieses Ästuar noch schmal wie ein Fluss.
An der Ledamündung liegt die zweitgrößte der alten Hafenstädte an der Unterems, Leer, deren Hafen genau genommen nicht von der Ems abzweigt, sondern von der Leda.
Unterhalb gewinnt das Ästuar andeutungsweise Trichterform. Zwischen Ledamündung und Dollart gibt es ein paar Sandbänke und Inseln: Der Bingumer Sand ist eine echte Insel mit Sommerdeich. Jemgumer Sand und Midlumer Sand sind jeweils Gruppen kleiner Sandbänke. Der Hatzumer Sand besteht aus etwas Sumpf und etwas Sand.
Seit 2002 gibt es bei Gandersum kurz vor dem Dollart das Emssperrwerk, das normale Gezeitenströme kaum behindert, aber bei bedrohlichen Sturmfluten geschlossen wird. Anders als bei ähnlichen Sperrwerken über kleinere Flüsse wurde nicht die Chance genutzt, die für den Betrieb erforderlichen Stege zu einer Klappbrücke für Fußgänger und Leichtfahrzeuge zu verbinden. Das Sperrwerk wird zudem nicht nur genutzt, um flussaufwärts bedrohliche Wasseranstiege zu verhindern, sondern auch, um für die Überführung von auf der Meyer Werft gebauten Schiffen das Oberwasser durch Stau anzuheben und so flussaufwärts die Wassertiefe zu vergrößern.

#### Äußeres Ästuar
22 km flussabwärts der Ledamündung geht bei Pogum das innere in das äußere Ästuar der Ems über. Hier beginnt auch der erste Abschnitt der Emsmündung („innere Emsmündung“), zu dem das Emder Fahrwasser, der Dollart und der im Folgenden als „Hals“ bezeichnete Abschnitt gehören. Sodann bilden die Rinnen Ostfriesisches Gatje, Bocht van Watum, Dukegat, Randzelgat und Oude Eems zusammen die mittlere Emsmündung. Es schließen sich das „Seegat Ems“ zwischen den Inseln Borkum und Rottumeroog sowie die äußere Emsmündung mit den westlich von Borkum und nördlich von Rottumeroog und Rottumerplaat gelegenen Rinnen Hubertgat (Hauptfahrwasser bis 1989) und Westerems (Hauptfahrwasser seit 1989) an. Ebenso ist die Osterems Bestandteil der Emsmündung.

#### Dollart

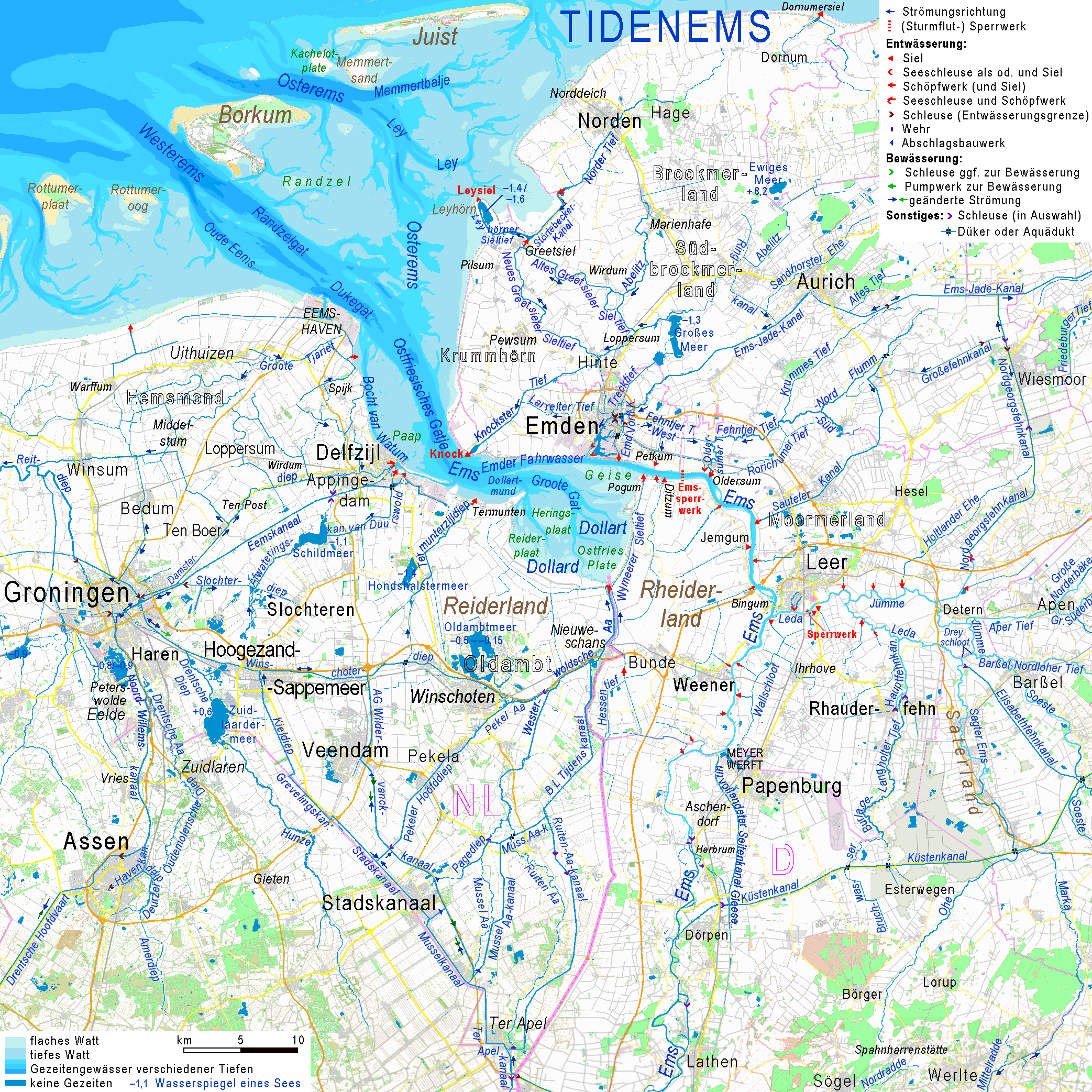
Tidenbereich der Ems: Watt in blassen, Flächen unter dem Seekartennull in leuchtenden Blautönen; vor den Gezeiten abgeschirmte Gewässer gedeckt blau

Das Wasserstraßen- und Schifffahrtsamt Emden (WSA Emden) schrieb über die Unterems: „Südlich von Emden durchfließt sie den Dollart“. Tatsächlich ist jedoch die Strömungsrinne der Ems, vom Emder Hafen an Emder Fahrwasser genannt, durch die Wattfläche der Geise vom Prielsystem des Dollart getrennt. Am Nordufer dieses Flussabschnittes liegt die größte der Hafenstädte an der Ems, Emden. Am Südufer des Dollarts liegt das Rheiderland beiderseits der deutsch-niederländischen Grenze. An der südlichsten Stelle des Dollart mündet die Westerwoldsche Aa. Von hier bis zur Nordsee gehört das linke Ufer der Ems zur niederländischen Provinz Groningen.
Die nordostwärts gerichtete Landzunge des Punt van Reide bildet die westliche Begrenzung des Dollart.

#### Hals und mittlere Emsmündung
Vom Punt van Reide im Südosten bis zur Mündung des Knockster Tiefs auf deutscher Seite und der Mündung des Delfzijler Zeehavenkanaals auf niederländischer Seite hat die Außenems einen 3 bis 4 km breiten und etwa 5 km langen Hals. Dessen östliche Hälfte ist durch die Wattzunge des Geisesteert in den äußeren Teil des Emder Fahrwassers im Norden und die Mündung des Dollart im Süden geteilt. Am Südufer des Halses liegt Termunten. Hier mündet das Termunterzijldiep, dessen Einzugsgebiet sich über 20 km landeinwärts bis hinter Winschoten erstreckt.
Bereits an der mittleren Emsmündung liegt am linken Ufer die niederländische Hafenstadt Delfzijl, im Niederländischen Unabhängigkeitskrieg als befestigter Hafenplatz der Wassergeusen gegründet.

#### Landschaftsgeschichte
Der Flusslauf der Ems hat sich im Laufe der Jahrhunderte vor allem durch das Einwirken der Tide des Meeres, hier Sturmfluten, besonders an seinem unteren Lauf stark verändert. Als 1509 die Zweite Cosmas- und Damianflut weit ins Innere des Rheiderlandes vordrang, wurde das heutige Nesserland (die Nesse) bei Emden vom Rheiderland abgetrennt. Der Dollart entstand. Dadurch auch bahnte sich die Ems in den folgenden Jahrzehnten einen anderen Lauf. Um den am Emder Emsbogen gelegenen Emder Hafen weiterhin seegängig zu halten, wurde bereits 1583 damit begonnen, die Strömungsverhältnisse in der Ems durch den Nesserlander Höft, eine südlich der Stadt am Einfluss der Ems in den Dollart errichtete Eichenholz-Spundwand, zu regeln. Dennoch versandete der Emsbogen.

#### Landverkehr
Bei Leer unterquert der 945 Meter lange Emstunnel der Bundesautobahn 31 (Emslandautobahn) die Ems. Unweit davon überspannt die Jann-Berghaus-Brücke mit der Bundesstraße 436 den Fluss.
Parallel zur Ems verläuft die Emslandstrecke (Bahnhof Rheine – Norddeich-Mole). Von dieser Eisenbahnstrecke zweigt nach Westen die Bahnstrecke Leer–Groningen ab. Teil der Letzteren ist die östlich von Weener über die Ems führende Friesenbrücke. Die Brücke wurde durch eine Schiffshavarie vom 3. Dezember 2015 unbrauchbar. 2021/22 wurde die Brücke abgerissen. Ein Neubau befindet sich im Bau. Die Arbeiten sollen voraussichtlich Mitte 2025 abgeschlossen sein.

### Außenems

Ungeklärter Grenzverlauf im Ems-Dollart-Gebiet

Der breite Teil des Ästuars flussabwärts von Pogum wird amtlicherseits als Außenems bezeichnet Rechtlich wird die Außenems in einen inneren und einen äußeren Abschnitt geteilt, durch eine gerade Linie von der niederländischen Küste drei Kilometer östlich der Hafeneinfahrt von Eemshaven zum Ufer der Krummhörn bei Pilsum. Der innere Abschnitt gilt als Teil des Emsflusses, während der äußere Abschnitt, nordwestlich dieser Linie, dem Küstenmeer zugerechnet wird. Nautisch zählt das die Strömungsrinnen begrenzende Watt zu den Inneren Küstengewässern. Zur besseren Erreichbarkeit des Emder Hafens wurde sie mehrfach vertieft, eine weitere Vertiefung ist in Planung.

#### Äußere Außenems
Die äußere Außenems wird durch die Insel Borkum in zwei Arme geteilt:
- Die Westerems, südlich und westlich von Borkum, bildet Hauptfahrwasser und Hauptabflussrinne der Ems durchs Wattenmeer. An ihrem niederländischen Südufer liegt der Hafen von Eemshaven.
- Die Osterems, östlich und nördlich von Borkum, ist das kleinere Gatt. Ihre Strömungsrinne ist zunächst relativ flach und längs geteilt (vgl. Westerbalje). Sie zweigt rechts von der Hauptrinne ab und führt östlich der südöstlich an Borkum anschließenden Wattfläche des Randzel nach Norden. Sie vereinigt sich mit dem aus der Leybucht kommenden Priel Ley und dann mit dem Priel Memmertbalje, in dessen Fortsetzung sie sich nach Westen, und zwischen der kleinen Insel Memmert im Norden und der Sandbank Lütje Hörn und der Insel Borkum im Süden dem offenen Meer zuwendet.

## Historische Ereignisse

### Hochwasser- und Sturmflutereignisse im Einzugsgebiet der Ems
Die Wasserführung der Ems als Fließgewässer des Tieflands wird stark vom Grundwasserregime beeinflusst und ist im Winter wesentlich größer als im Sommer. Große Abflüsse treten vor allem im Januar und Februar auf. Besonders in diesen Monaten kann lange anhaltender ergiebiger Regen auf gesättigten oder gefrorenen Böden zu außergewöhnlich starkem Hochwasser führen. Der Beitrag der Schneeschmelze am Hochwassergeschehen ist relativ gering.
Die Bundesanstalt für Gewässerkunde listet für die Zeit zwischen 1850 und 2000 die Daten von dreizehn „extreme[n] Hochwasserereignisse[n]“ auf, und zwar: Dezember 1854, Februar/März 1876, Dezember 1880, März 1881, November 1890, Januar/Februar 1891, Januar 1918, Januar 1926, Februar 1946, Dezember 1960, Februar 1970, Januar 1987 und November 1998. Das schlimmste davon war das Februarhochwasser 1946.
Die „Flussgebietseinheit Ems / Stroomgebieddistrict Eems“ führt als weitere „historische Hochwassereignisse an der Ems“ an: die Sturmflut 1717, die Sturmflut 1825, das Werse-Hochwasser 2001 und das Hase-Hochwasser 2010. Weil damals die Ems und ihre Nebenflüsse noch nicht durch Sperrwerke geschützt waren, konnte die Sturmflut 1962 Nordseewasser weit in die Ems hinein drücken, was auf der Ems und ihren Nebenflüssen zu Rekord-Pegelständen führte.
Verheerend wirkte sich auf den Einzugsbereich der Ems auch das Weihnachtshochwasser 2023/2024 aus.

## Umwelt

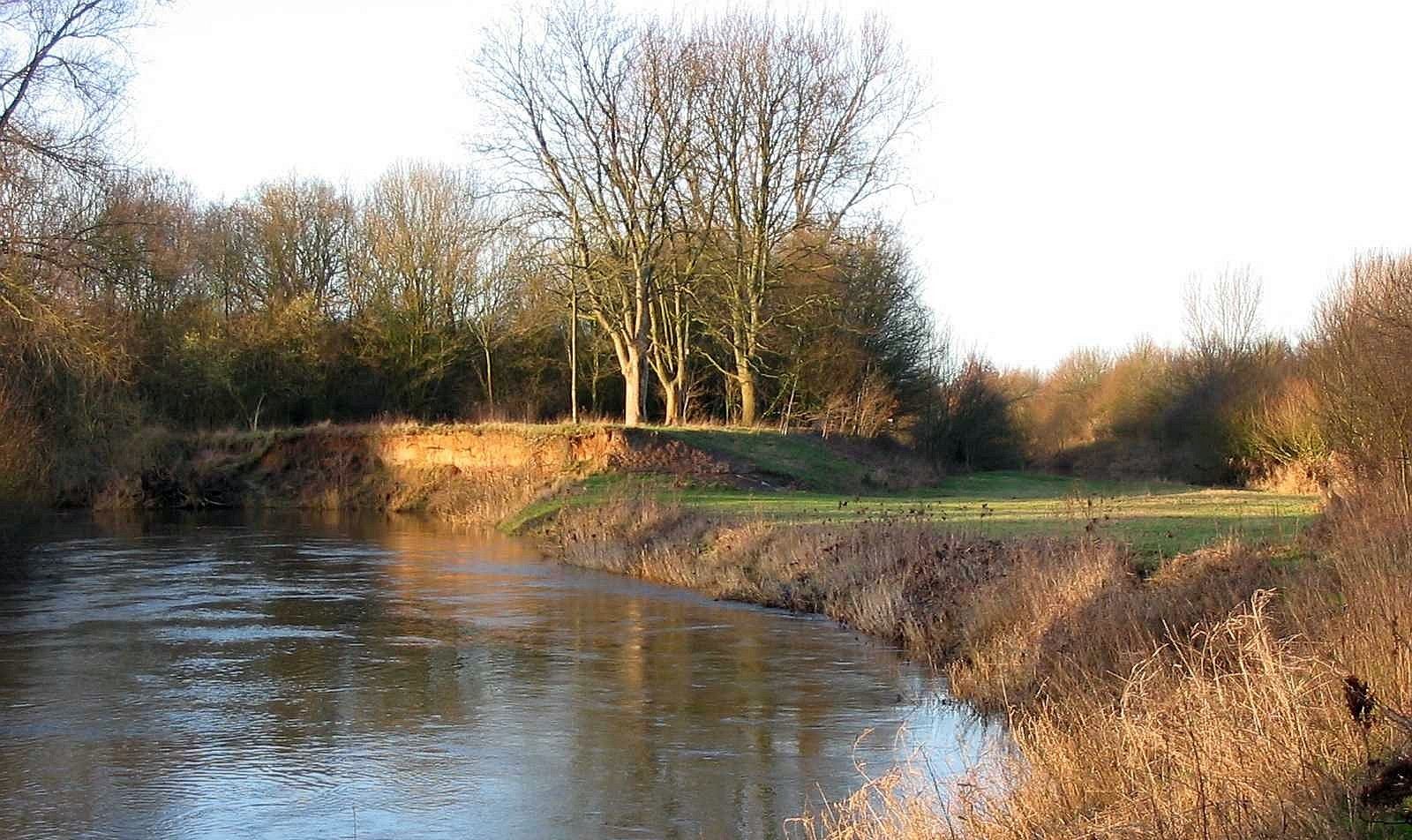
Erster wiederangeschlossener Ems-Altarm in Verth links der Ems

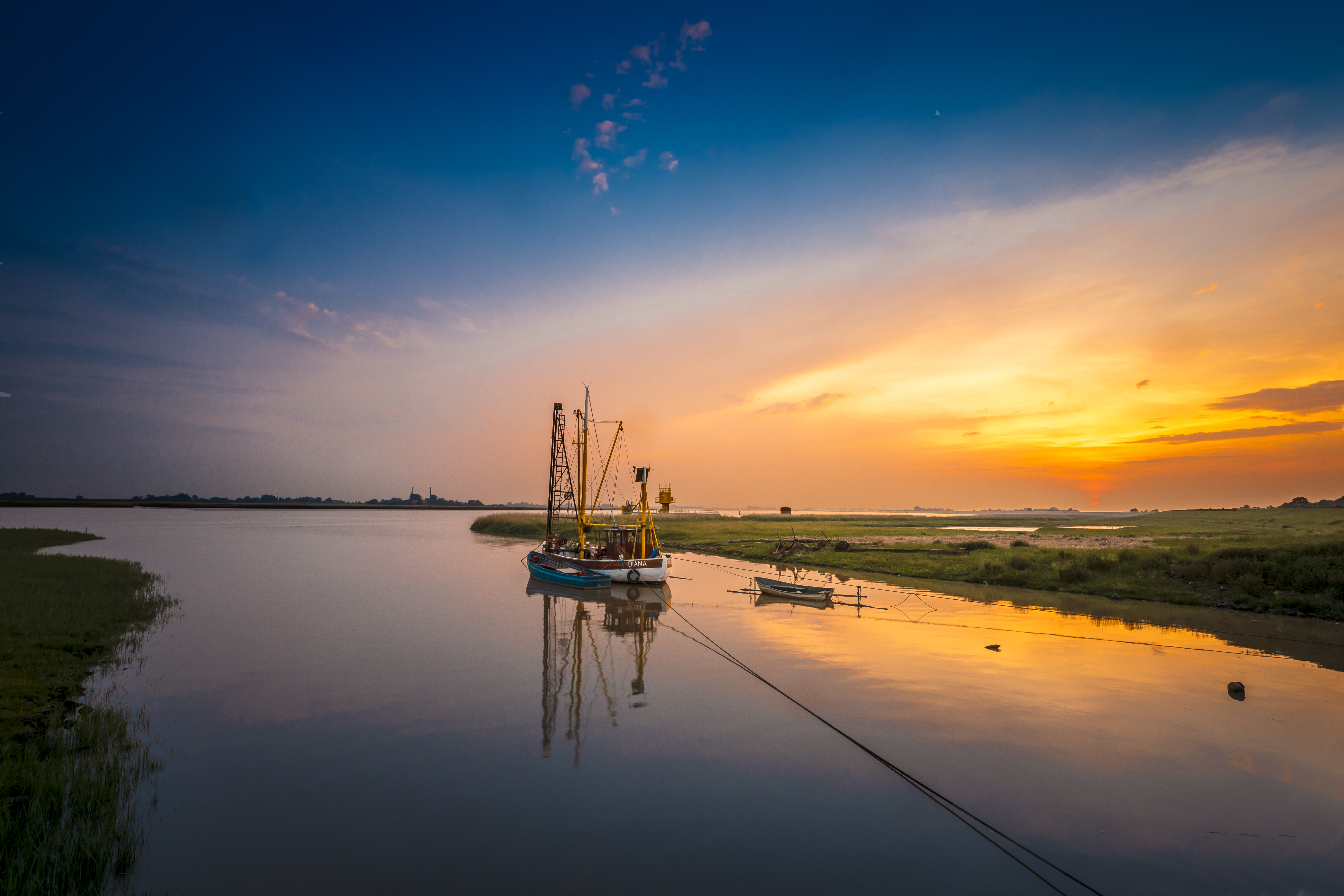
In Terborg hat einer der letzten Fischer auf der Ems seinen Kutter liegen

Die Ems ist vielerorts begradigt, einige wenige Stellen des natürlichen Flusslaufs sind erhalten geblieben. Etwa zu Beginn des 21. Jh. wurde begonnen, Flussabschnitte zu renaturieren, dabei wurden einige verbliebene Altarme wieder angeschlossen, um die Fließgeschwindigkeit herabzusetzen. Drei Auenabschnitte bei Westbevern nordöstlich von Münster werden von der NABU-Naturschutzstation Münsterland betreut. Dort werden Heckrinder und Koniks eingesetzt, um das Grünland zu pflegen und nach und nach die Auenlandschaft wieder in eine von Großsäugern gestaltete Landschaft zu verwandeln.
In Telgte wurden die Wehre der Mühlen im Dümmert-Park 1999/2000 mit Fischaufstiegsanlagen versehen. Diese sollen, angelegt als Umgehungsgerinne, die Barriere für Fische und Kleinstlebewesen durchgängig machen.
Zwischen 2010 und 2013 wurden mehrere Kilometer zwischen Telgte und Warendorf (Bereich Einen) renaturiert, wobei zwecks Entstehung von Sekundärauen sogenannte Initialgerinne gegraben wurden, während der kanalisierte Hauptlauf zugeschüttet wurde.
Zwischen Emsdetten und Saerbeck wurde ab Oktober 2016 bei Hembergen ein 2 km langer Altarm der Ems wieder angebunden. Am 10. August 2018 wurde mit dem Öffnen des Altarms und der gleichzeitigen Anlage eines Dammes zum Abbinden des Durchstichs die Arbeiten beendet. Der Altarm wurde wieder Teil des Flusses, der Durchstich hingegen wurde nun ein Altarm. Der Durchstich bildet nun ein Biotop und ist als Entlastungsrinne bei Hochwasser vorgesehen.
2014/2015 entwickelte das Land Niedersachsen den Masterplan Ems 2050 zur Wiederherstellung des Ökosystems der Ems in Niedersachsen. Weite Abschnitte der Ems sind FFH- bzw. EU-Vogelschutzgebiete. Im Rahmen von Forderungen der EU-Kommission zur Umsetzung der Richtlinien für die ausgewiesenen Natura 2000-Gebiete an der Ems drohte dem Land Niedersachsen ein Vertragsverletzungsverfahren mit Strafen in Millionenhöhe. Die Entwicklung des Masterplans war die letzte von der EU-Kommission akzeptierte Möglichkeit, ein solches Strafverfahren abzuwenden.
Der deutsche Teil der Dollart-Bucht (GKZ: 3974) ist eine Ruhezone des Nationalparks Niedersächsisches Wattenmeer. Im Januar 2019 wurde das Naturschutzgebiet Außenems eingerichtet. Pro Jahr trägt die Ems mit schätzungsweise 3 Tonnen Mikroplastik zu dem Plastikmüll in den Ozeanen bei.

## Liste der Nebenflüsse
Die größten Zuflüsse sind die Hase in Meppen und die Leda in Leer.
Die Hase ist mit dem von der Quelle bis zur Mündung annähernd durchgehenden Flussnamen und der gegenüber ihren Zuflüssen überragenden Länge unter den Emszuflüssen eine Ausnahme. Bei den meisten heißt der Oberlauf anders als der Unterlauf, und bei vielen gibt es längere Sekundärzuflüsse.

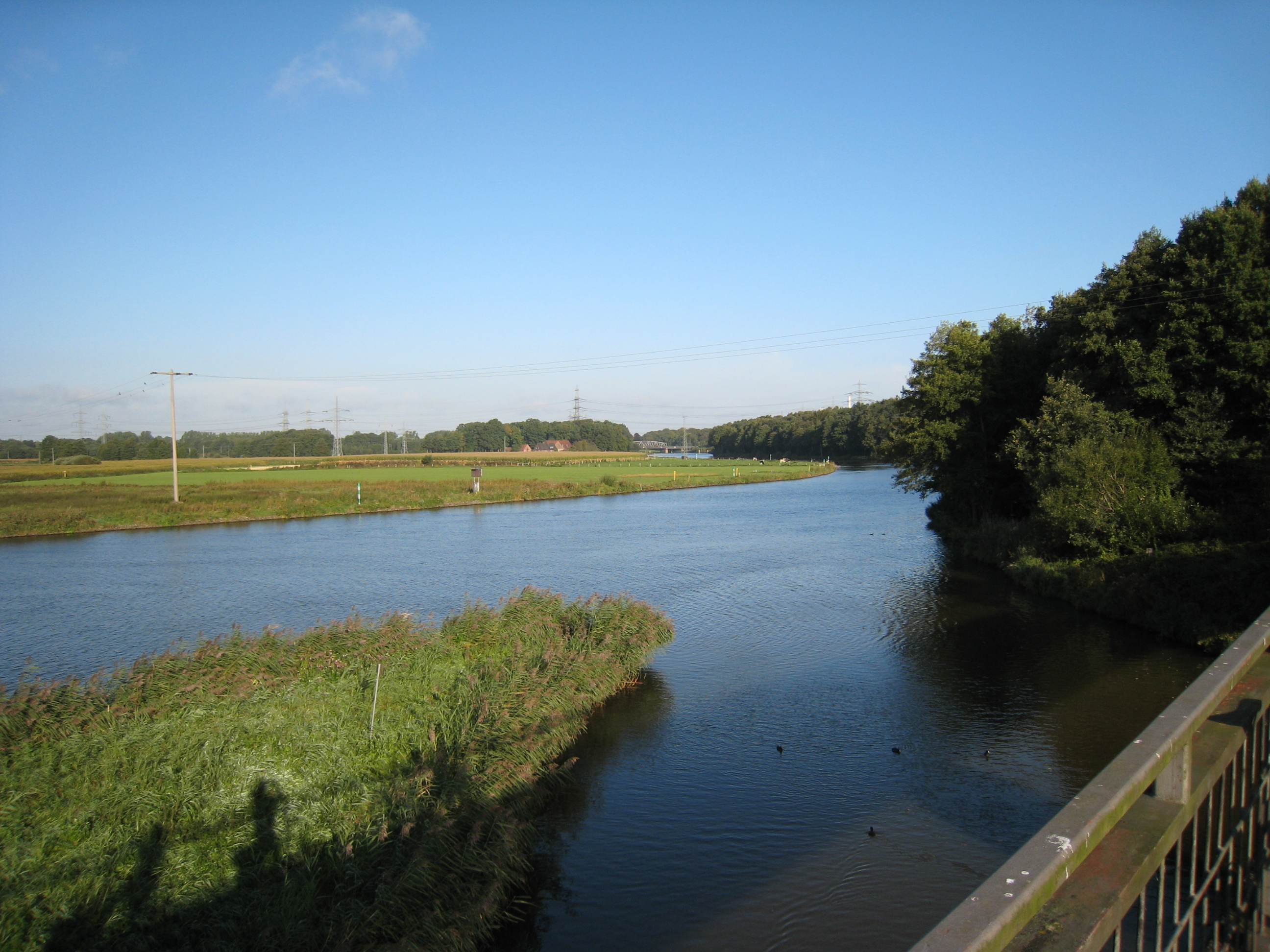
Die Mündung der Großen Aa in die Ems

| Linke Nebenflüsse 1. Schwarzwasserbach 2. Ruthenbach 3. Poggenbach 4. Axtbach 5. Mussenbach 6. Maarbecke 7. Werse 8. Münstersche Aa 9. Temmingsmühlenbach 10. Emsdettener Mühlenbach 11. Frischhofsbach 12. Frischebach / Wambach 13. Randelbach 14. Elsbach 15. Westerwoldsche Aa (Grenzfluss im Rheiderland) 16. Termunterzijldiep 17. Damsterdiep | Rechte Nebenflüsse 1. Furlbach 2. Dortenbach 3. Sennebach 4. Grubebach 5. Rothenbach (Ems) 6. Dalke 7. Lutter 8. Abrooksbach 9. Rhedaer Bach 10. Loddenbach 11. Hessel 12. Bever | 1. Saerbecker Mühlenbach 2. Glane 3. Bevergerner Aa / Hemelter Bach 4. Große Aa 5. Lingener Mühlenbach 6. Hase 7. Nordradde 8. Melstruper Beeke 9. Leda 10. Sauteler Tief 11. Oldersumer Sieltief mit Fehntjer Tief 12. Knockster Tief |

## Schifffahrt

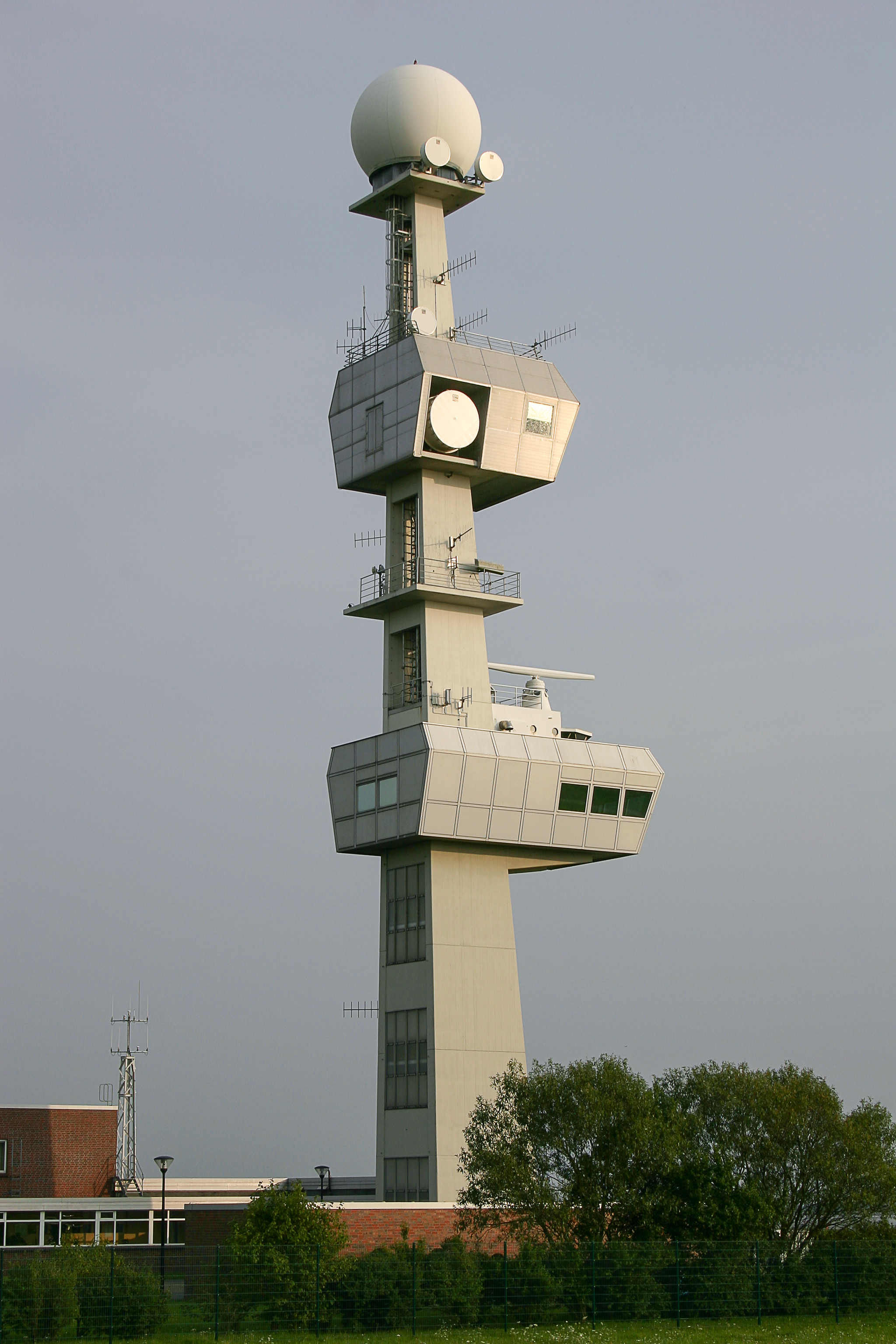
Verkehrszentrale Ems an der Knock in Emden: Hier wird der Schiffsverkehr auf der Außenems überwacht.

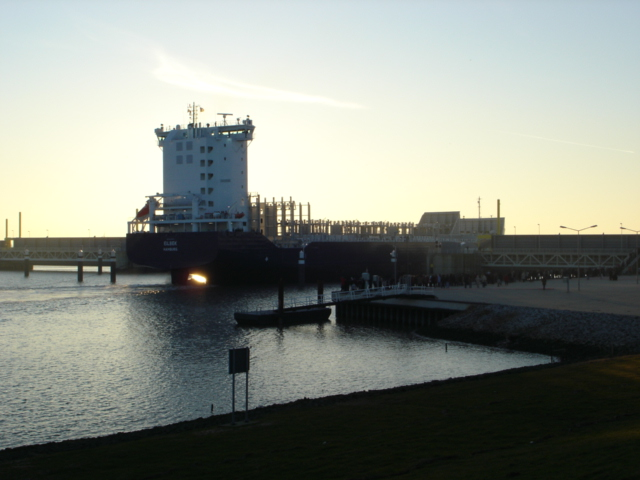
1600-TEU-Containerschiff Eilbek passiert nach Emsstau das Emssperrwerk bei Gandersum

Die Ems ist auf dem größten Teil ihrer schiffbaren Strecke eine Bundeswasserstraße, und zwar als Binnenwasserstraße von Ems-km 44,8 südlich Rheine bis zu ihrer seewärtigen Begrenzung nach dem Bundeswasserstraßengesetz bei Unterems-km 67,76. Die Teilstrecke von Rheine bis Gleesen (km 82,7) gehört zu den sog. sonstigen Binnenwasserstraßen des Bundes. Bis 1998 gehörte auch der Abschnitt zwischen Greven und Rheine zu den Bundeswasserstraßen, wurde aber an das Land Nordrhein-Westfalen abgetreten. Dieser Abschnitt ist für Sportboote ebenfalls schiffbar. Der Außenbereich der Ems gehört zur Seewasserstraße Nordsee. Die Bundeswasserstraße wird von Wasserstraßen- und Schifffahrtsämtern (WSA) verwaltet, zunächst vom WSA Westdeutsche Kanäle bis Gleesen, dann vom WSA Ems-Nordsee. Bis zur Einmündung in den Dortmund-Ems-Kanal bei Meppen wird die Ems ausschließlich vom motorisierten Sport- und Freizeitbootverkehr genutzt. Die Annahme eines Lotsen wird empfohlen.
Im weiteren Verlauf dient der Fluss als Bestandteil des Dortmund-Ems-Kanals der kommerziellen Schifffahrt, unterhalb von Papenburg zudem als Transportweg für Großschiffe der Meyer Werft. Um die Überführung dort gebauter großer Schiffe in die Nordsee zu erleichtern, wird die Ems mit Hilfe des Emssperrwerkes bei Gandersum aufgestaut. Dies ermöglicht die Überführung von Schiffen mit einem Tiefgang von bis zu 8,50 Metern. Die maximale Stauhöhe und -dauer ist abhängig von der Jahreszeit. Anm. 1 Grund hierfür ist die Rücksichtnahme auf die brütenden Vögel im Deichvorland der Ems, da ihre Gelege sonst überflutet würden.
Zuvor war die Ems im Jahr 1985 auf Initiative der niedersächsischen Landesregierung und der Werften an der Ems auf 5,70 Meter vertieft worden. Im Jahr 1995 erfolgte eine weitere Vertiefung auf 7,30 Meter. Bereits im Jahr 1884 war eine Vertiefung auf 4,50 Meter erfolgt.
Es existieren aktuell auch Pläne für den Bau eines Kanals von Papenburg nach Leer zur Entlastung der Ems bei Schiffsüberführungen der Meyer Werft. Angedacht ist auch eine Verlängerung des geplanten Emskanals über Papenburg hinaus bis zum Dortmund-Ems-Kanal bei Dörpen. Eine Machbarkeitsstudie ist in Auftrag gegeben worden. Der Kanalneubau könnte dann eine Renaturierung des Flusses zwischen Papenburg und Leer bedeuten.
Bis 2025 soll zudem die Außenems auf einer Länge von 13 Kilometern bis zum Emder Hafen vertieft werden.
Die Kilometrierung der Ems als Binnenwasserstraße des Bundes beginnt in Greven mit km 0 und endet in Meppen mit km 124,10. Von dort an gilt bis Papenburg die Kilometrierung des Dortmund-Ems-Kanals. Die Kilometrierung der Unterems als Seeschifffahrtsstraße hat ihren km 0 in Papenburg und endet an der Linie Eemshaven–Pilsum mit km 67,76.
In der Außenems und auf der Unterems bis Papenburg gilt – aufgrund eines Abkommens mit den Niederlanden von 1986 – die spezielle Schifffahrtsordnung Emsmündung anstelle der Seeschifffahrtsstraßen-Ordnung. Oberhalb von Papenburg gilt die Binnenschifffahrtsstraßen-Ordnung.
Das Lotsenwesen auf der Ems wird durch die Lotsenbrüderschaft Emden gewährleistet, deren Mitglieder auch „Emslotsen“ genannt werden und von ihren Lotsenstationen auf Borkum und in Emden aus zum Einsatz kommen.

### Kanalverbindungen
Die Ems ist in ein Netz von Schifffahrtskanälen eingebunden, von denen die größeren wichtige Transportwege sind, die kleineren allerdings heutzutage hauptsächlich oder nur noch von Freizeitskippern befahren werden:
- Der Dortmund-Ems-Kanal wurde 1899 eröffnet und bezog den älteren (1824/25) Ems-Hase-Kanal mit ein. Er hat in Hörstel Anschluss an den Mittellandkanal und ist im Süden durch den Wesel-Datteln-Kanal und außerdem durch Rhein-Herne-Kanal mit dem Rhein verbunden. Ab Papenburg ist die Ems auf 59 Kilometer Länge Schifffahrtsweg aus dem Binnenland zur Emsmündung mit einbezogen.[5] Flussaufwärts betrachtet verlässt der Dortmund-Ems-Kanal das Flussbett der Ems in Meppen und verläuft nach Benutzung der Mündungsstrecke der Hase bis Hanekenfähr südlich von Lingen etwa 26 Kilometer lang parallel östlich der Ems. Ab Hanekenfähr benutzt der Kanal wieder das Flussbett der Ems für 1,7 Kilometer,[5] danach verlässt der Kanal endgültig die Ems.
- Der Eemskanaal, angelegt 1866–1867, verbindet die Ems in Delfzijl mit Winschoterdiep und Van Starkenborghkanaal in der Stadt Groningen.
- Der Haren-Rütenbrocker Kanal, angelegt 1870–1878, verbindet die Ems in Haren mit Ter Apel, wo der Stads Compascuumkanaal–Ter Apelkanaal Anschluss nach Süd(west)en und Nord(west)en vermittelt. Diese niederländischen Anschlüsse sind nicht mehr klassifiziert, aber für den Freizeitverkehr weiterhin zugelassen.
- Der Ems-Vechte-Kanal, angelegt 1870–1879, verbindet die Ems in Hanekenfähr mit der Vechte in Nordhorn. Die anschließenden niederländischen Gewässer sind nicht mehr klassifiziert, aber für den Freizeitverkehr weiterhin zugelassen.
- Der Ems-Jade-Kanal, erbaut 1880–1888, verläuft zwischen Emden und Wilhelmshaven und verbindet die Ems mit dem Jadebusen.
- Der Küstenkanal verbindet seit 1935 die Ems mit der Hunte bei Oldenburg, die dann im Weiteren die Verbindung zur Weser herstellt.

## Tourismus

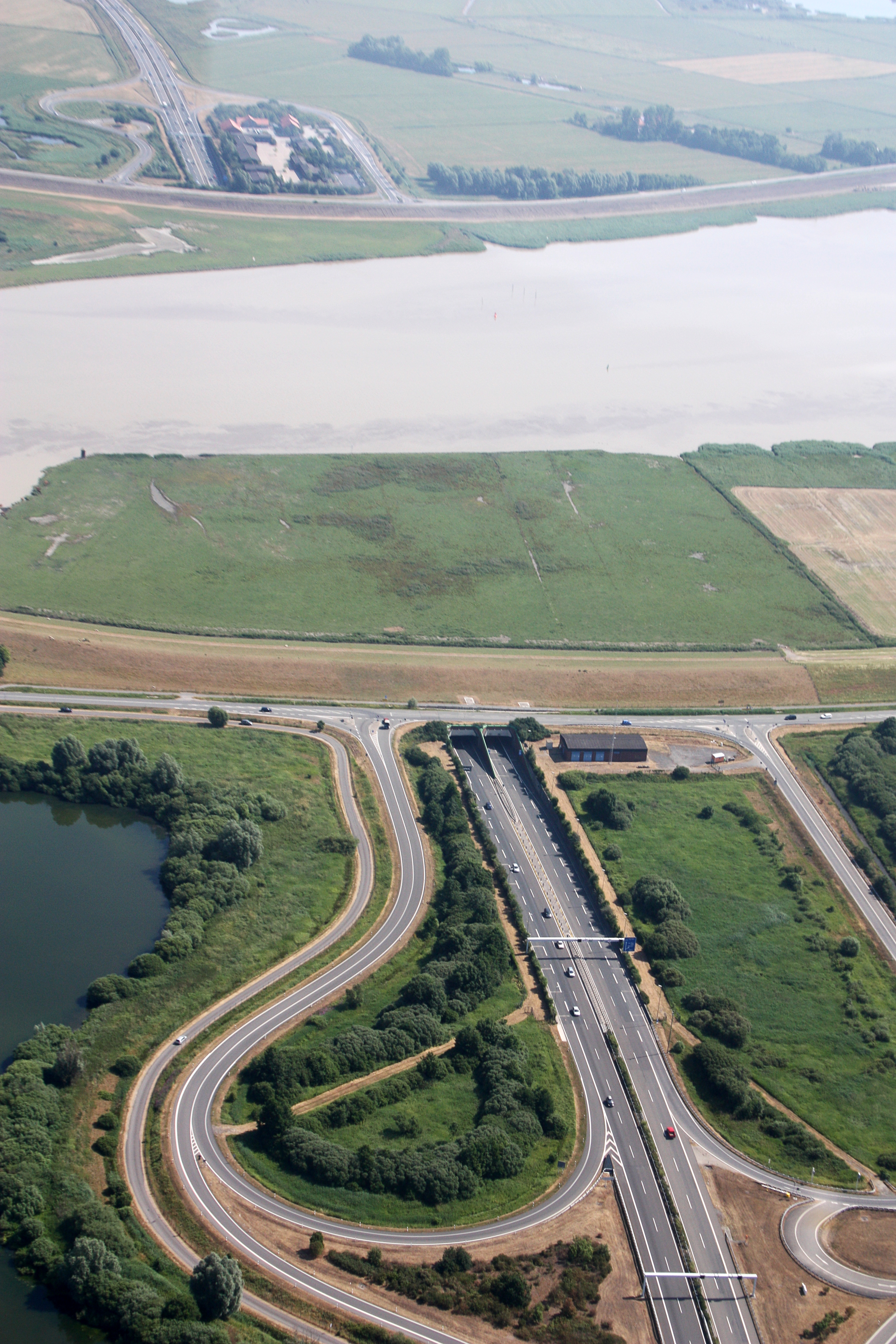
Emstunnel bei Leer

Die Bundesautobahn 31 verläuft in Niedersachsen weitgehend parallel zur Ems. Oberhalb von Leer begleitet sie den Fluss im Osten, zwischen Leer und Emden im Westen und im Norden. Die A 31 unterquert den Fluss westlich von Leer im Emstunnel.
Die Ems wird von verschiedenen Radfernwanderwegen begleitet und gekreuzt:
- Emsradweg zwischen Schloß Holte-Stukenbrock und Hövelhof an den Quellen der Ems und Emden an der Mündung der Ems
- Deutsche Fehnroute
- Dollardroute Zwischen Papenburg und Delfzijl um den Dollart und Mündung der Ems
- Dortmund-Ems-Kanal-Route
- EmsAuenWeg zwischen Warendorf und Rheine
- Emsland-Route
- Hase-Ems-Weg
- United Countries Tour

Viele Abschnitte der Ems sind Landschaftsschutzgebiete. Die naturbelassenen und nicht schiffbaren Bereiche sind beliebte Ziele von Kanuten. Unter anderem ist ein Teil der Ems zwischen Lingen-Hanekenfähr und Meppen-Innenstadt (Gesamtstrecke etwa 40 Kilometer) durch motorisierte Boote nicht bzw. nur eingeschränkt nutzbar. An festen Anlegestellen ist allerdings das Be- und Entsteigen von Kanus möglich und gestattet. Zwischen Lingen-Schepsdorf und Lingen-Holthausen sind zwei kleinere Stromschnellen zu bewältigen.
Die Ems ist zweimal in nordrhein-westfälische Landesgartenschauen einbezogen worden: In Rheda-Wiedenbrück 1988 (als Flora Westfalica) und in Rietberg 2008. Beide Areale sind noch heute als hochwertige Naherholungsgebiete nutzbar. 2014 fand die 5. Niedersächsische Landesgartenschau in Papenburg statt.
Die Ems-Erlebniswelt in Schloß Holte-Stukenbrock in der Nähe der Emsquellen bietet eine interaktive Informationstour mit Informationen zum Fluss von der Quelle bis zu seiner Mündung in die Nordsee und seiner Umgebung.

## Orte an der Ems

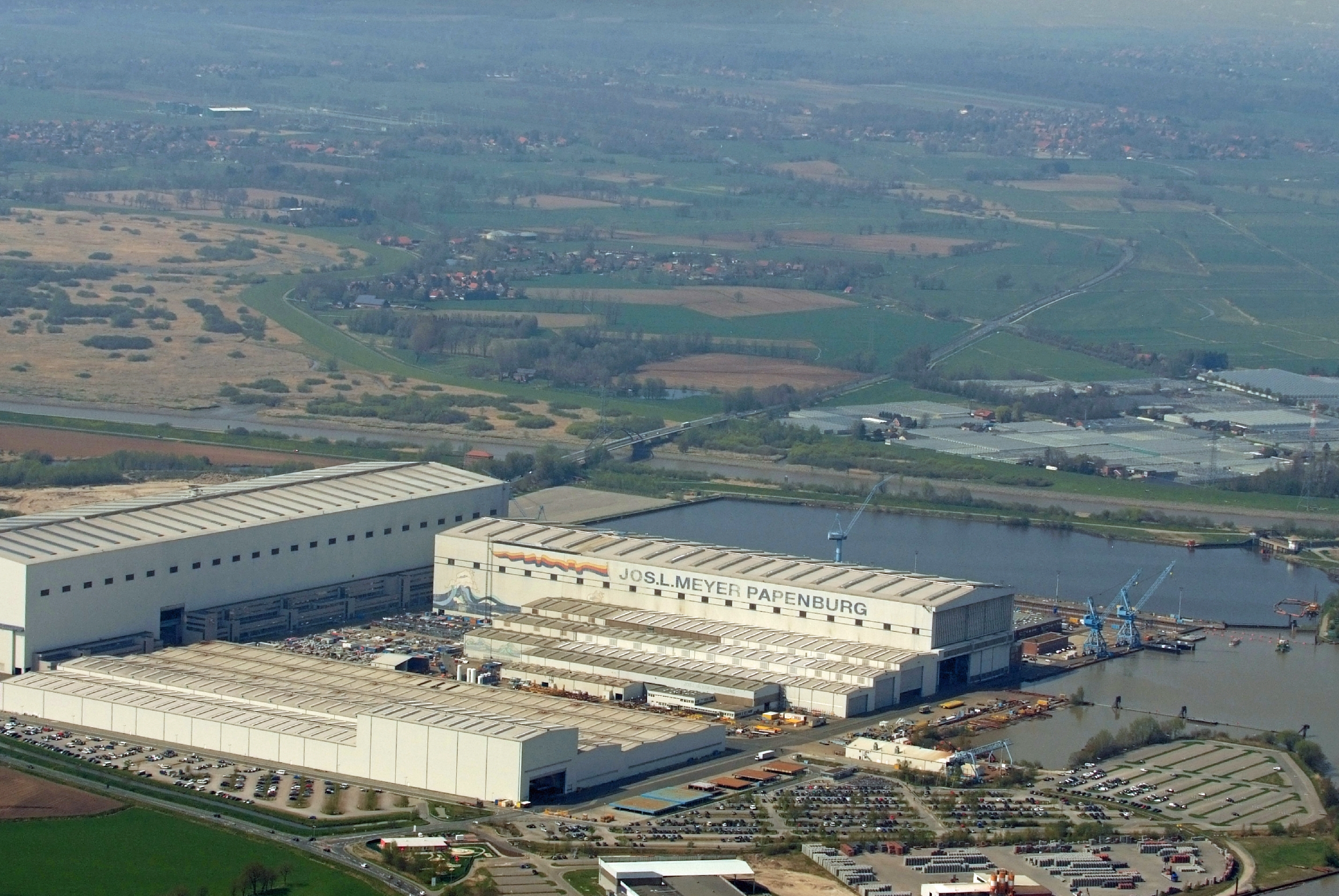
Ems als Grenze zwischen dem emsländischen Papenburg (unten) und dem ostfriesischen Weener (oben)

- Westfalen und westfälisches Emsland

(Kreise Gütersloh, Paderborn, Warendorf, Steinfurt)
Schloß Holte-Stukenbrock, Hövelhof, Steinhorst, Westerwiehe, Schöning, Rietberg, Rheda-Wiedenbrück, Gütersloh, Harsewinkel, Herzebrock-Clarholz, Beelen, Warendorf, Einen, Telgte, Greven, Saerbeck, Emsdetten, Rheine
- Niedersächsisches Emsland

(Landkreise Emsland und Leer sowie die kreisfreie Stadt Emden)
Salzbergen, Emsbüren, Elbergen, Lingen, Biene, Geeste, Meppen, Haren, Heede, Lathen, Fresenburg, Steinbild, Kluse, Dersum, Dörpen, Lehe, Aschendorf, Rhede, Tunxdorf, Papenburg, Weener, Leer, Jemgum, Midlum, Critzum, Ditzum, Pogum, Rorichum, Oldersum, Gandersum, Emden, Knock
- Niederlande

(Provinz Groningen) Delfzijl, Eemshaven

## Nautische Kilometrierung

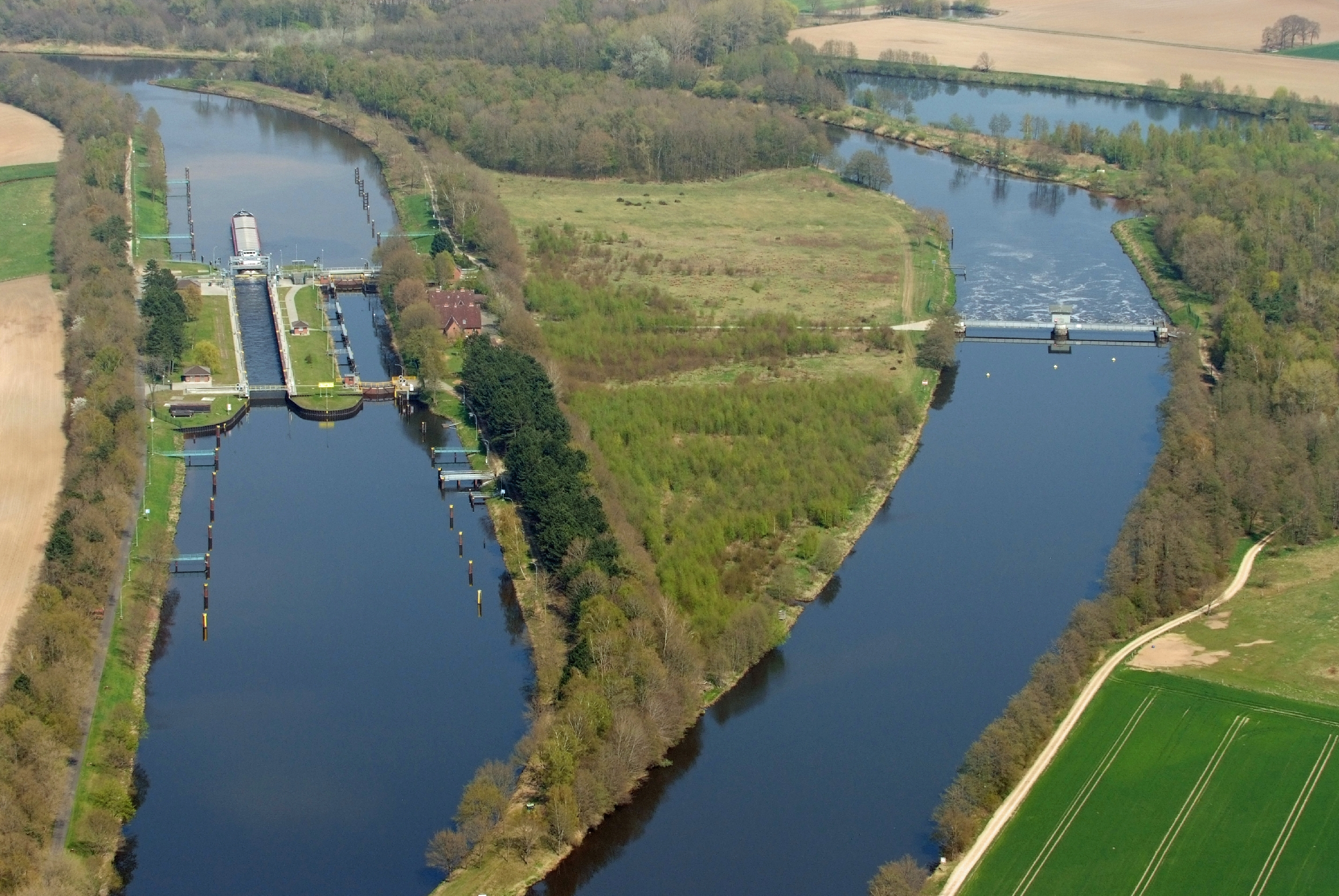
Schleuse Bollingerfähr bei Kilometer 205,9 des Dortmund-Ems-Kanals

### Naturschutzgebiet
– flussaufwärts –
- Ems-km 00 Greven, Wehr Schöneflieth, unterhalb Kilometrierung für die Bundeswasserstraße
- Ems-km 10 km Kanalbrücke Münster-Gelmer (Dortmund-Ems-Kanal)
- Ems-km 11 Zufluss der Werse von Links
- Ems-km 26 Telgte
- Ems-km 40 Warendorf
- Ems-km 80 Rheda-Wiedenbrück

### Bundeswasserstraße
– flussabwärts –
- Ems-km 001,0 Zufluss der Münsterschen Aa von links
- Ems-km 027,4 Emsdetten
- Ems-km 044,8 südlich Rheine, Anfang als Bundeswasserstraße (seit dem 1. Januar 1998)
- Ems-km 046,2 Rheine mit Emswehr Rheine
- Ems-km 046,6 Oberschleuse Rheine
- Ems-km 047,5 Unterschleuse Rheine
- Ems-km 051,7 Schleuse Bentlage
- Ems-km 058,1 Salzbergen
- Ems-km 071,9 Schleuse Listrup
- Ems-km 082,7 von Gleesen bis km 84,4 Emswehr Hanekenfähr gemeinsames Bett mit dem Dortmund-Ems-Kanal
- Ems-km 086,5 Kernkraftwerk Lingen
- Ems-km 106,5 Dalum
- Ems-km 124,1 gemeinsames Bett mit dem Dortmund-Ems-Kanal
- Ems-km 124,15 Meppen, Zufluss der Hase von rechts als Bett des Dortmund-Ems-Kanals. Die Kilometrierung der Ems endet hier und wird bis Papenburg durch die Kilometrierung des Dortmund-Ems-Kanals (DEK) fortgeführt. Ab hier zahlreiche Wehrarme und Altarme, die zum Teil noch die alten Emskilometersteine haben.
- DEK-km 166,6 Meppen, Anfang der Ems als Teil des Dortmund-Ems-Kanals
- DEK-km 174,1 Schleuse Hüntel
- DEK-km 178,9 Haren (Ems)
- DEK-km 185,9 Schleuse Hilter
- DEK-km 195,1 Schleuse Düthe
- DEK-km 202,5 Einmündung des Küstenkanals
- DEK-km 205,9 Schleuse Bollingerfähr
- DEK-km 212,6 Schleuse Herbrum, Tidegrenze
- DEK-km 225,8 Papenburg, Ende der Ems als Teil des Dortmund-Ems-Kanals, Ende als Binnenschifffahrtsstraße
- Unterems-km 00,00 Papenburg, Anfang der eigenen Unterems-Kilometrierung, Anfang als Seeschifffahrtsstraße
- Unterems-km 14,20 Leer, Zufluss der Leda von rechts
- Unterems-km 30,30 Oldersum, Abzweigung des Ems-Seitenkanals
- Unterems-km 32,20 Emssperrwerk bei Gandersum
- Unterems-km 40,90 Einfahrt Hafen Emden
- Unterems-km 67,76 seewärtige Begrenzung der Binnenwasserstraße Ems, Anfang der Außenems als Seewasserstraße

## Trivia
Auf den Namen Emsriver wurde ein Frachtschiff getauft, das am 27. Dezember 2010 von somalischen Piraten im Golf von Aden überfallen wurde.